# Нуреев. Белый ворон
«Нуреев. Белый ворон» (англ. The White Crow) — британский кинофильм 2018 года режиссёра Рэйфа Файнса о жизни балетного артиста Рудольфа Нуреева.

## Сюжет
Фильм является адаптацией биографической книги Джули Кавана. Лента повествует о зарубежных гастролях Рудольфа Нуреева вместе с труппой ленинградского Кировского театра в 1961 году. Параллельно развитию основной линии зрителю представляются воспоминания о более ранней жизни артиста: его рождение в вагоне поезда на Сибирской железной дороге, бедствия семьи в 1940-х годах, жизнь в Уфе, учёба в Ленинграде.
Во время выступлений в Париже Рудольф Нуреев знакомится с местной театральной богемой и много времени проводит с новыми друзьями. Это категорически не нравится сопровождающим труппу кураторам КГБ. Нарастающее напряжение, угроза высылки в СССР приводит артиста к его знаменитому побегу на Запад.

## В ролях
- Олег Ивенко[нем.] — Рудольф Нуреев
- Рэйф Файнс — Александр Пушкин
- Сергей Полунин — Юрий Соловьёв
- Чулпан Хаматова — Ксения Юргенсон
- Адель Экзаркопулос — Клара Сэйнт
- Рафаэль Персонна — Пьер Лакотт
- Равшана Куркова — Фарида Нуреева
- Луис Хофман — Тея Кремке
- Алексей Морозов — Стрижевский
- Анастасия Меськова — Алла Осипенко
- Надежда Маркина — сотрудница Министерства культуры СССР
- Андрей Ургант — Николай Ивановский
- Жонатан Заккаи — Серж Лифарь
- Ксения Рябинкина — Анна Ивановна Удальцова

## Награды
- Международный кинофестиваль в Токио 2018 года — лучший художественный вклад.

## Критика
Кинокритик Дмитрий Волчек упрекнул режиссёра за то, что, гоняясь за достоверностью картинки и содержания, он упустил драматическую составляющую истории жизни Нуреева. Отдельно подверглось критике замалчивание конфликта Нуреева и общества, его личной жизни. Светлана Хохрякова в «Московском комсомольце» также отметила это, написав, что создаётся «ощущение, что снимал советский режиссер, скованный запретами».